# Sacramentario de Drogo
El Sacramentario de Drogo ( París, Biblioteca Nacional de Francia, MS lat. 9428) es un manuscrito ilustrado carolingio en pergamino que contiene los textos de un sacramentario. Realizado alrededor del año 850, es uno de los grandes libros ilustrados carolingios.

## Contexto histórico
El sacramentario fue escrito e iluminado para el uso personal del hijo de Carlomagno, Drogo se convirtió obispo de Metz en el año 823, cargo que ocupó hasta su muerte en el 855. El obispado de Metz era importante: Carlos el Calvo fue coronado en la basílica, y  Luis el Piadoso y su hermanastro Drogo, están enterrados en Metz. En el 843, Metz se convirtió en la capital del reino de Francia Media y se llevaron a cabo algunos consejos de estado. La posición de Drogo le permitió ser uno de los grandes mecenas de las artes del siglo IX, bajo su dirección, la Catedral de Metz fue decorada con obras entre las más importantes del arte carolingio en términos de belleza y valor. Entre las que sobrevivieron hasta nuestros días, se encuentran los tres manuscritos de la escuela de la corte, entre los que el sacramentario de Drogo es el más conocido.

## Historia del manuscrito
Este sacramentario, que contiene todas las oraciones dichas por el sacerdote oficiante durante el año, fue diseñado específicamente para Drogo. Su nombre se encuentra como el último de la lista original de obispos de Metz contenidos en el libro. Finalmente se encuentran las ceremonias litúrgicas y misas celebradas por el propio obispo. Parece que quedó sin terminar con la muerte del patrocinador, ya que tiene algunas lagunas y páginas que quedaron en blanco.
El manuscrito se conservaba en el tesoro de la catedral de Metz hasta la Revolución Francesa. Se depositó entonces en la biblioteca de la escuela central de la ciudad. El ex bibliotecario de la catedral y el comisionado del Gobierno lo recuperaron junto con otros quince manuscritos para que fueran enviados a París. Se recibió en la Biblioteca Nacional el 17 de noviembre de 1802.

## Descripción
El libro está escrito en alfabeto latino y contiene decoraciones iluminadas y páginas magníficos de remates y diseños florales. Sus dimensiones son de 264 mm por 214 mm y un total de 130 hojas. La decoración del manuscrito en forma de letras mayúsculas iluminadas, imágenes de arcos decorativos y letras doradas se distingue por la gracia y el dinamismo, se utilizaron colores verde brillante, azul, violeta y púrpura. Los dibujos con los que se ilumina el manuscrito están dedicados principalmente a la vida de Cristo y son similares a los representados en placas insertadas de marfil en las portadas. La portada y contraportada de marfil del sacramentario se trabajó con la técnica de relieve, constan de nueve compartimentos que representan escenas de la vida de Cristo y de la liturgia, que evoca el arte paleocristiano.
Este sacramentario no es el producto de un scriptorium monástico, pero se origina en la escuela de la corte del rey. Contiene cuarenta letras capitales de diferentes tamaños. Un ejemplo de su iconografía es la letra capital O para las oraciones de Domingo de Ramos, que contiene una crucifixión de Jesús de un nuevo tipo iconográfico, que se llamaría el Christus patiens en lugar de Cristo triunfante en Cruz (Christus  Triumphans) como era la tradición. En esta imagen, el cuerpo muerto y herido de Jesús de Nazaret derrama el agua y la sangre, que son recogidos por una imagen reconocible de una mujer como Ecclesia, la Iglesia en el Santo Cáliz, que más tarde se convirtió en la leyenda del Santo Grial. La serpiente enrollada cerca de la base de la cruz y figuras que representan el Sol y la Luna son testigos de la escena. El estilo del manuscrito también se considera que tiene la influencia del patrón, con una inusual uniformidad que muestra una estrecha colaboración entre un pequeño grupo de trabajadores artistas.

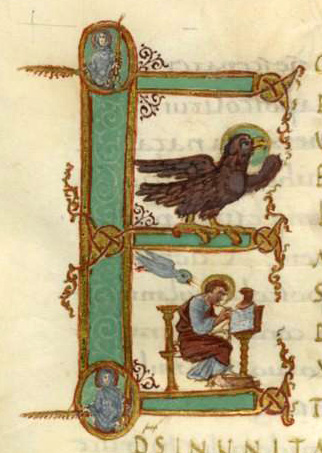
Detalle letra E
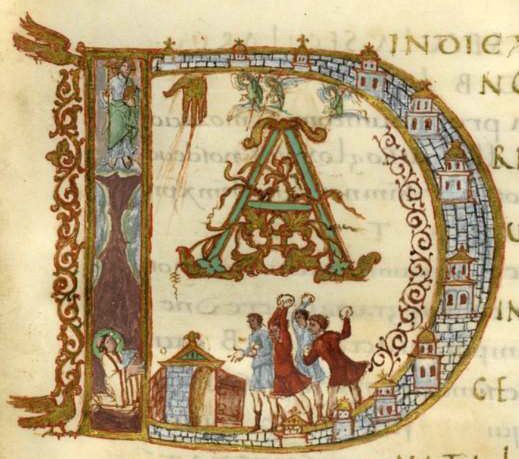
Detalle letra D
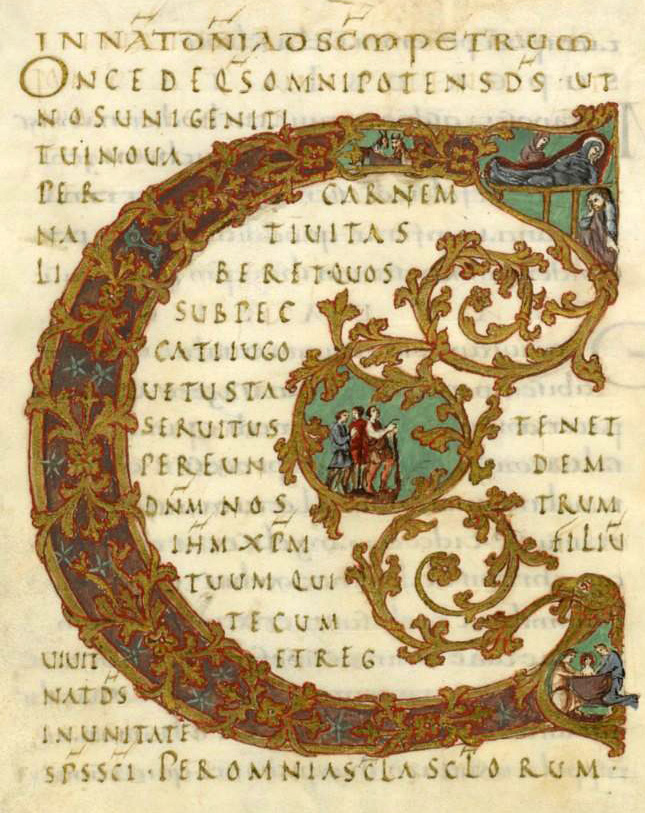
Detalle letra C
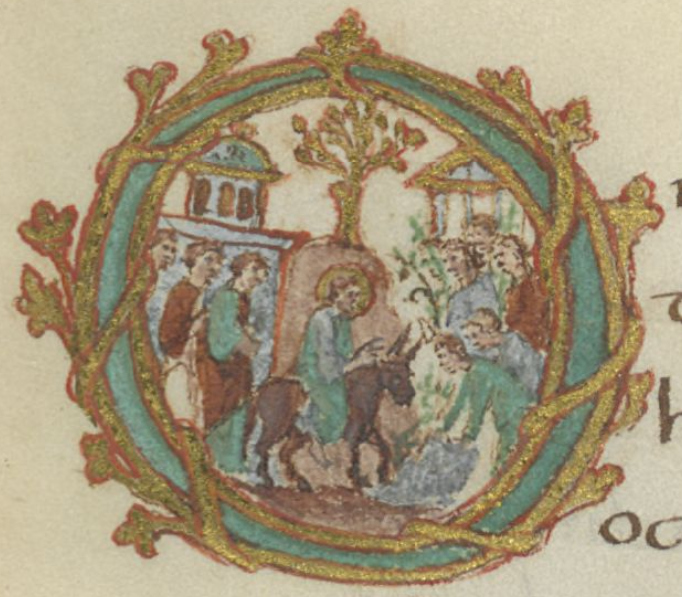
Domingo de Ramos
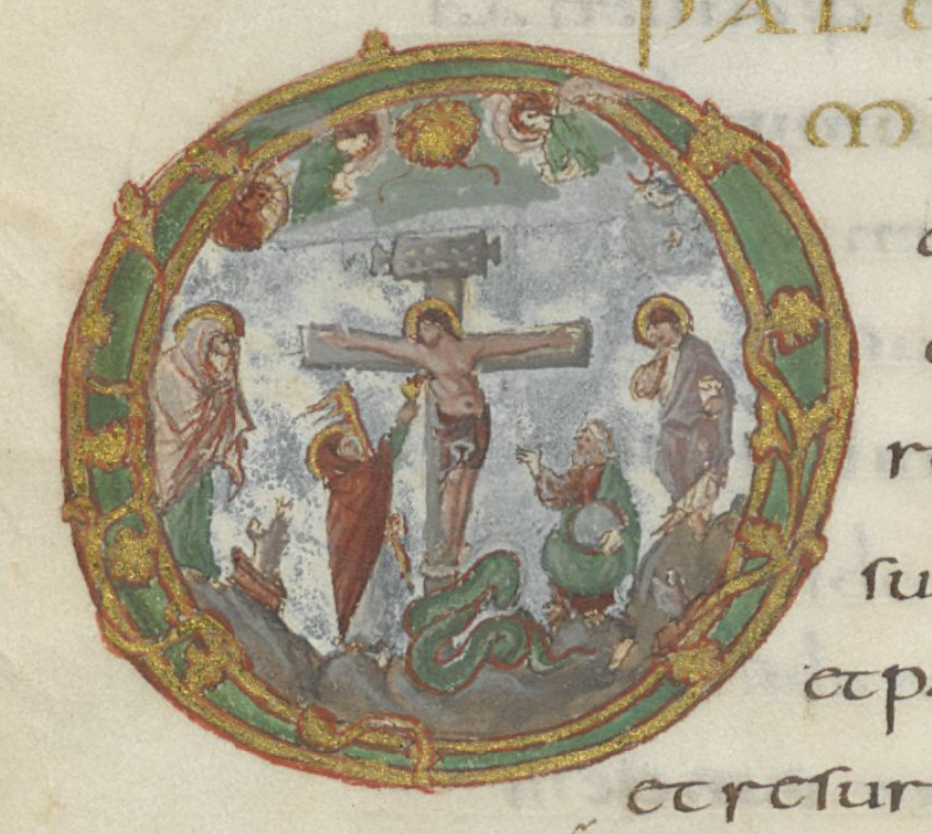
miniatura Crucifixión Christus triumphans
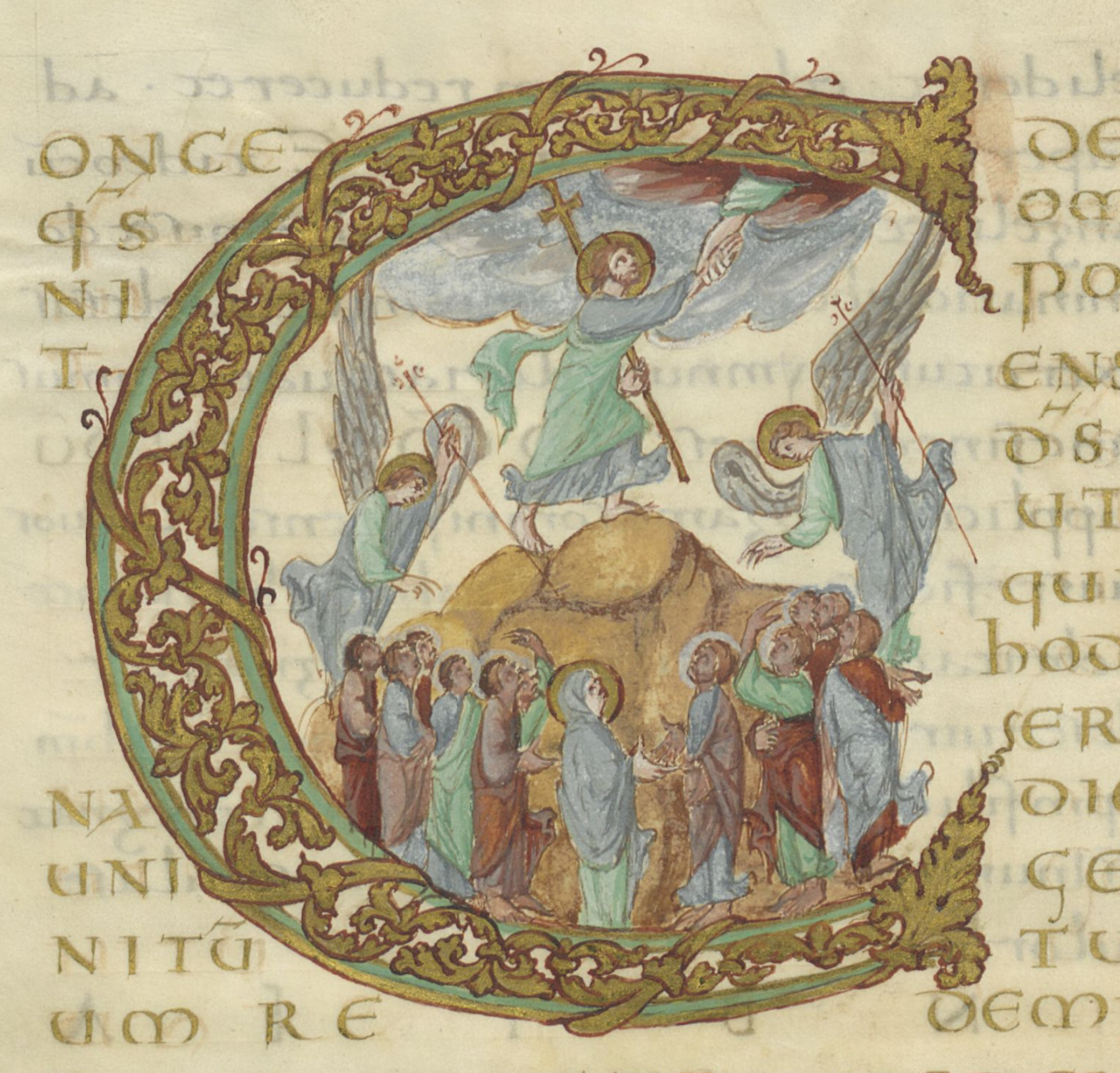
Ascensión